# Brucebo (fornborg)

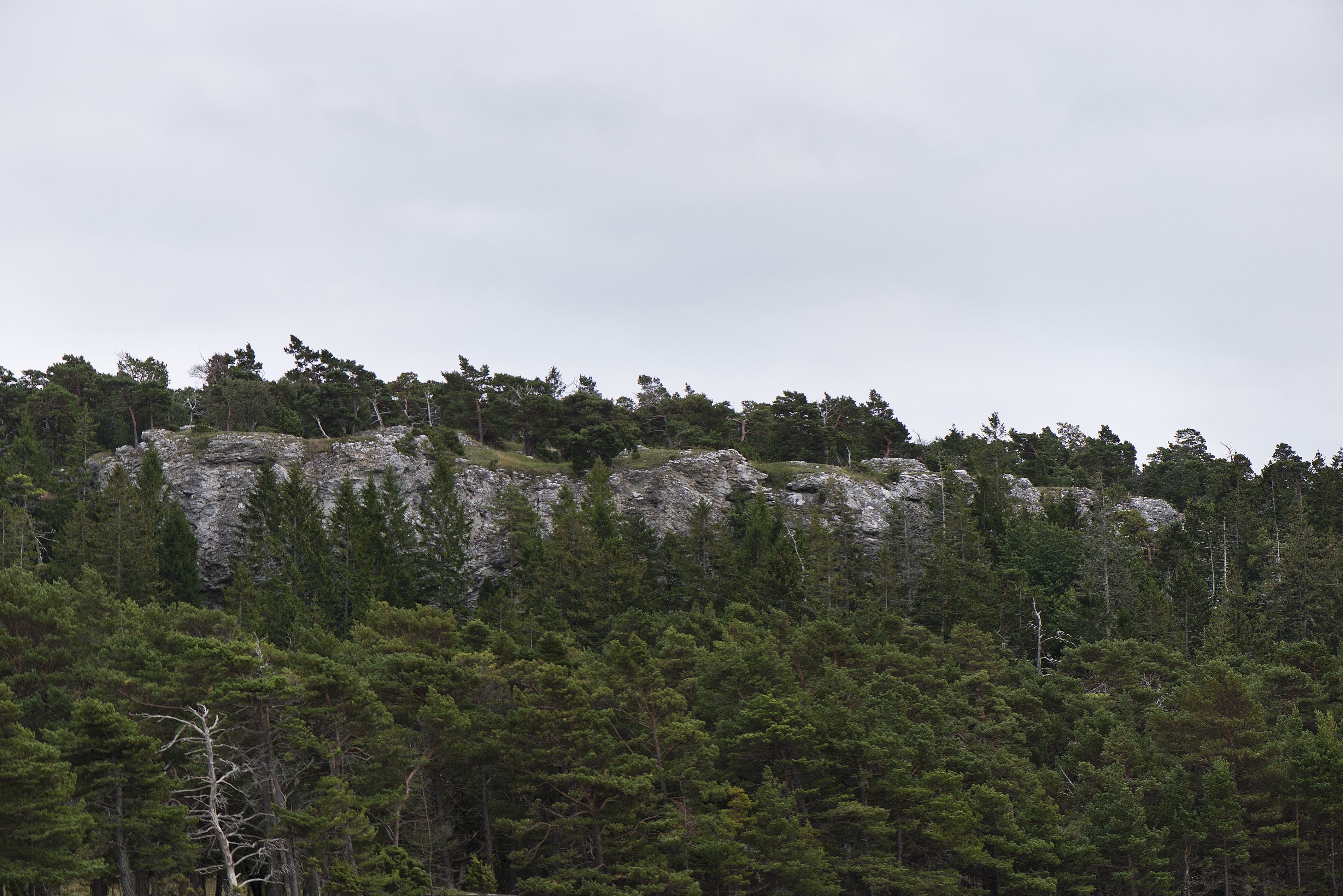
Brucebo bygdeborg - från Skansudd

Brucebo fornborg, även kallad Bygdeborg, är en fornborg i Väskinde socken på Gotland. Den ligger omkring sex kilometer norr om Visby i naturreservatet Brucebo.
Fornborgen är 100 × 60 meter stor och begränsas i norr och väst av branta stup och i syd och öst av en 92 meter lång, 3 meter bred och 0,5 meter hög vall. Vallen består av som mestadels är runt 0,3 meter stora, men vissa är upp till en meter. Stora gropar inne i borgen tyder på att området kan ha använts som kalkbrott. Borgen är restaurerad.